# Espejos (álbum)
Espejos es el primer disco de Ciro y los Persas, tras la separación del exitoso grupo musical Los Piojos. Fue doble disco de platino en Argentina al poco tiempo de su lanzamiento, y fue grabado durante abril y julio de 2010. Su sonido es una mezcla de rock alternativo, blues, reggae y malambo.
La canción «Paso a paso» tiene de invitado al exbajista de Los Piojos, Miguel Ángel Rodríguez.

## Lista de canciones
Todas las letras escritas por Andrés Ciro Martínez.
| N.º   | Título                                     | Música                                                                                      | Duración |  |
| 1.    | «Antes y después»                          | Andrés Ciro Martínez · Juan Gigena Ábalos · Miguel de Ipola                                 | 5:02     |  |
| 2.    | «Servidor»                                 | Andrés Ciro Martínez                                                                        | 4:42     |  |
| 3.    | «Insisto»                                  | Andrés Ciro Martínez                                                                        | 4:36     |  |
| 4.    | «Espejo»                                   | Andrés Ciro Martínez                                                                        | 4:39     |  |
| 5.    | «Banda de garage»                          | Andrés Ciro Martínez · Juan José Gaspari                                                    | 4:14     |  |
| 6.    | «Vas a bailar»                             | Andrés Ciro Martínez                                                                        | 4:59     |  |
| 7.    | «Rockabilly para siempre»                  | Andrés Ciro Martínez                                                                        | 4:56     |  |
| 8.    | «Blues de la ventana»                      | Andrés Ciro Martínez                                                                        | 4:58     |  |
| 9.    | «Chucu - Chu»                              | Andrés Ciro Martínez · Broder Bastos · Juan Gigena Ábalos · Juan José Gaspari · Julián Isod | 4:13     |  |
| 10.   | «Paso a paso» (Con Miguel Ángel Rodríguez) | Andrés Ciro Martínez                                                                        | 5:13     |  |
| 11.   | «Ruidos»                                   | Andrés Ciro Martínez · Juan Gigena Ábalos                                                   | 6:27     |  |
| 12.   | «Noche de hoy»                             | Andrés Ciro Martínez                                                                        | 4:39     |  |
| 13.   | «Malambo para Luca»                        | Andrés Ciro Martínez                                                                        | 4:04     |  |
| 14.   | «Blues del gato sarnoso»                   | Andrés Ciro Martínez                                                                        | 4:38     |  |
| 15.   | «Trapos» (Bonus track)                     | Andrés Ciro Martínez                                                                        | 2:53     |  |
| 70:04 |                                            |                                                                                             |          |  |

Notas:
- «Chucu - Chu» incluye un mínimo fragmento de la canción «El fantasma de Canterville» de Charly García, popularizada por León Gieco.
- «Malambo para Luca» incluye un mínimo fragmento de «Mañana en el Abasto» y «La rubia tarada», de Sumo.

## Músicos
Ciro y los Persas
- Andrés Ciro Martínez – Voz, armónica, guitarra, percusión y coros.
- João Marcos Cezar «Broder» Bastos – Bajo y coros.
- Juan Manuel Gigena Ábalos – Guitarra y coros.
- Juan José Gaspari – Guitarra y coros.
- Julián Isod – Batería y coros.
- Miguel de Ipola – Teclados.

Invitados
- Miguel Ángel Rodríguez – Voz en «Paso a paso».

## Videos musicales
| Año  | Videoclip         |
| ---- | ----------------- |
| 2010 | «Antes y después» |
| 2011 | «Insisto»         |
| 2011 | «Vas a bailar»    |

## Premios y nominaciones
| Año                 | Categoría                   | Trabajo           | Resultado |
| ------------------- | --------------------------- | ----------------- | --------- |
| Premios Quiero 2010 | Mejor video rock            | «Antes y después» | Ganador   |
| Premios Gardel 2011 | Mejor álbum artista de rock | Espejos           | Nominado  |
| Premios Gardel 2011 | Mejor diseño de portada     | Espejos           | Nominado  |
| Premios Quiero 2011 | Mejor video rock            | «Insisto»         | Nominado  |